# Condició necessària i suficient
A l'entorn de la lògica, ser Condició necessària i suficient  descriu la relació que mantenen dues proposicions o estat de les coses, si una és condicionant de l'altra. Per exemple, algú pot dir:
- Prendre aigua regularment és  necessari  perquè un humà es mantingui amb vida.
- El fet de saltar és  suficient  per desenganxar-se de la terra.
- Tenir una credencial d'identificació és una condició  necessària i suficient  per ser admès.

 Nota:  aquest article discuteix només la relació lògica implícita en les paraules  necessari  i  suficient . El significat  causal  d'aquestes paraules és ignorat. Això és potencialment enganyós, ja que aquestes paraules sovint impliquen causalitat en el seu ús normal.

## Condicions necessàries
En dir que A és necessària per part de B, estem dient que B  no pot  ser veritable si A no és veritable, o que  quan vulgui , on vulgui, o com sigui, B és veritable, si A ho és.
En poques paraules:  Si l'antecedent és fals, el conseqüent ha de ser fals. 
Nosaltres podem dir que tenir com a mínim 18 anys és necessari per tenir una llicència de conduir.
En el sentit en què fem servir aquí la paraula «necessari», podem dir també «el fum és necessari per al foc». Això és confús, des del moment en què el fum ve després del foc, però tot el que nosaltres estem dient és que allà on hi hagi B, aquí hi ha A, és a dir, el foc (A) no pot passar sense que hi hagi fum (B). Estem tractant de no dir res sobre la direcció del temps. En el llenguatge ordinari diríem «El fum és una conseqüència necessària del foc».
En cada cas, l'important és notar que una cosa s'assumeix (el foc, una llicència), i una segona cosa és derivada com «necessària conseqüentment». Tenir 18 anys és una condició necessària en el segon cas, el fum és una condició necessària en el primer cas (no obstant això, novament, originàriament no haurem de dir que això és una «condició").
És important saber que és molt possible que una condició necessària passi per si sola, per exemple, un pot tenir 18 anys i no tenir la llicència de conduir, i hi ha formes de generar fum sense foc.
Si A és una condició necessària per a B, llavors la relació lògica entre A i B s'expressa: «si B aleshores A" o "B només si A" o "B → A».

## Condicions suficients
En dir que A és  suficient  perquè passi B, diem precisament quan sigui que passi A, passarà B. És a dir, que el fet que hi hagi foc és suficient perquè hi hagi fum. (Però sense poder dir res del cas contrari: el fet que no passi A, per si sol, no dona suficient base per a dir que B no passa).
En poques paraules  si l'antecedent és vertader, el conseqüent ha de ser vertader ("Si A llavors B", "A → B", "A implica B")
Conseqüentment, les condicions necessàries i les suficients estan relacionades. A és una condició necessària per a B només en el cas que B sigui una condició suficient per a A.
En el sentit en el qual utilitzem la paraula «suficient», podríem també dir «tenir una llicència és suficient per tenir divuit anys». Això és confús, des del moment en què tenir una llicència no «causa» que tinguis divuit anys, no obstant, la percepció comú és que  si  tu tens una llicència, tu has de tenir divuit anys (considerem la llicència com una prova d'edat pel fet que la considerem «suficient» per demostrar l'edat en alguna cosa com en el sentit exposat). Cal destacar la importància que no podem dir res en el cas contrari, és a dir, que «tinguis divuit anys» no implica que tinguis llicència.
Intenta ignorar la relació causal i la direcció del temps: Posem atenció només en la relació lògica.
En tot cas, cal notar que una cosa s'assumeix (foc, una llicència), i «la mateixa cosa» la identifiquem com la condició suficient per a una altra cosa (fum, edat) - suficient en el sentit de ser «allò just i adequat perquè l'altra hi sigui».
Hem de considerar que, una condició suficient, per definició, és allò que no pot passar  sense  allò per al que és condició, així que, no pots tenir una llicència sense tenir divuit anys.
Si A és una condició suficient per a B, llavors la relació lògica s'expressa com «Si A llavors B" o "A implica B" o "A → B».

## Condició necessària i suficient
Dir que A és  necessària i suficient  per B és dir dues coses simultàniament:
1. A és necessària per a B
2. A és suficient per B.

Per exemple, Si l'Alícia sempre menja bistec el dilluns, però mai en un altre dia, podem dir que «El fet que sigui dilluns és una condició necessària i suficient perquè Alícia mengi bistec». El recíproc també és veritable: «El fet que l'Alícia estigui menjant bistec és una condició necessària i suficient perquè sigui dilluns». D'aquesta manera, en el moment en què A és necessària i suficient per a B, B és necessària i suficient per a A.
Una vegada més, això és confús, atès que el fet que l'Alícia mengi bistec no fa que sigui dilluns.
Atès que la frase «ser condició necessària i suficient» pot expressar una relació entre oracions o entre l'estat de les coses, objectes, o esdeveniments, no ha de ser emprada massa fàcilment com "equivalència lògica". el fet que l'Alícia mengi bistec no té una "equivalència lògica" amb el fet que sigui dilluns.
No obstant això, dir «A és condició necessària i suficient per a B» expressa la mateixa cosa que «A si i només si B».